# Редькин хутір
Редькин хутір — історична місцевість Києва, хутір. Хутір Редькин первісно лежав на місці будинку відпочинку "Пуща-Водиця" поряд із південним краєм озера Редькине (Міністерка).

## Історія
Хутір виник наприкінці ХІХ ст. Назва походить від прізвища власника — Редькина (Редьки). Уперше позначений на топографічній мапі 1897 року. 
За даними 1926 року, на хуторі Редкін (так у довіднику) Вишгородської сільради Гостомельського району налічувалося 6 дворів, мешкало 39 жителів. За даними 1932 року, на хуторі Редькин мешкало 36 осіб.
1936 року західніше від хутора розпочато будівництво дач для тодішнього партійного керівництва, а на місці хутора виник будинок відпочинку. Теперішній хутір Редьки (Редькина) розташований північніше, біля північно-західного краю озера Редькине (Міністерка). Це рідкісний випадок, коли поселення змінило первісне місце розташування, однак зберегло назву.